# Hinnerjoki
Hinnerjoki var en kommun i Ulfsby härad i Åbo och Björneborgs län i Finland.
Ytan var 108,1 kvadratkilometer och kommunen beboddes av 1 906 människor med en befolkningstäthet av 17,6 personer per kvadratkilometer (31 december 1908).
Hinnerjoki var enspråkigt finskt och blev del av Eura 1 januari 1970.